# Juan Miguel Aguilera
Juan Miguel Aguilera, född 1960 i Valencia i Spanien, är en spansk science fiction-författare.
Han har främst skrivit så kallad hård science fiction, det vill säga relativt teknikdominerad science fiction. Hans böcker utspelar sig i ett fiktivt universum som kallas Akasa-Puspa.